# Wielcy mistrzowie zakonu krzyżackiego

Herb wielkiego mistrza zakonu krzyżackiego

Wielcy mistrzowie zakonu krzyżackiego – zwierzchnicy Zakonu Szpitala Najświętszej Marii Panny Domu Niemieckiego w Jerozolimie.

## Bractwo szpitalne (1190–1198)
W tym czasie nie było tytułu wielkiego mistrza, zwierzchnikami zgromadzenia byli przełożeni bractwa szpitalnego używający tytułu: meister, prior lub praeceptor.

### Akka (1190–1209)
- 1190 – Sibrand
- 1192–1193 – Gerhard
- 1193–1194 – Heinrich
- 1195 – Ulrich
- 1196 – Heinrich[a]

## Zakon rycerski (1198–1929)

### Akka (1190–1229)
- 1198–1208 – Heinrich Walpot von Bassenheim
- 1208–1209 – Otto von Kerpen
- 1209–1209 – Heinrich II von Tunna (Bart)

### Montfort (1229–1271)
- 1209–1239 – Hermann von Salza
- 1239–1240 – Konrad von Thüringen
- 1240–1244 – Gerhard von Malberg

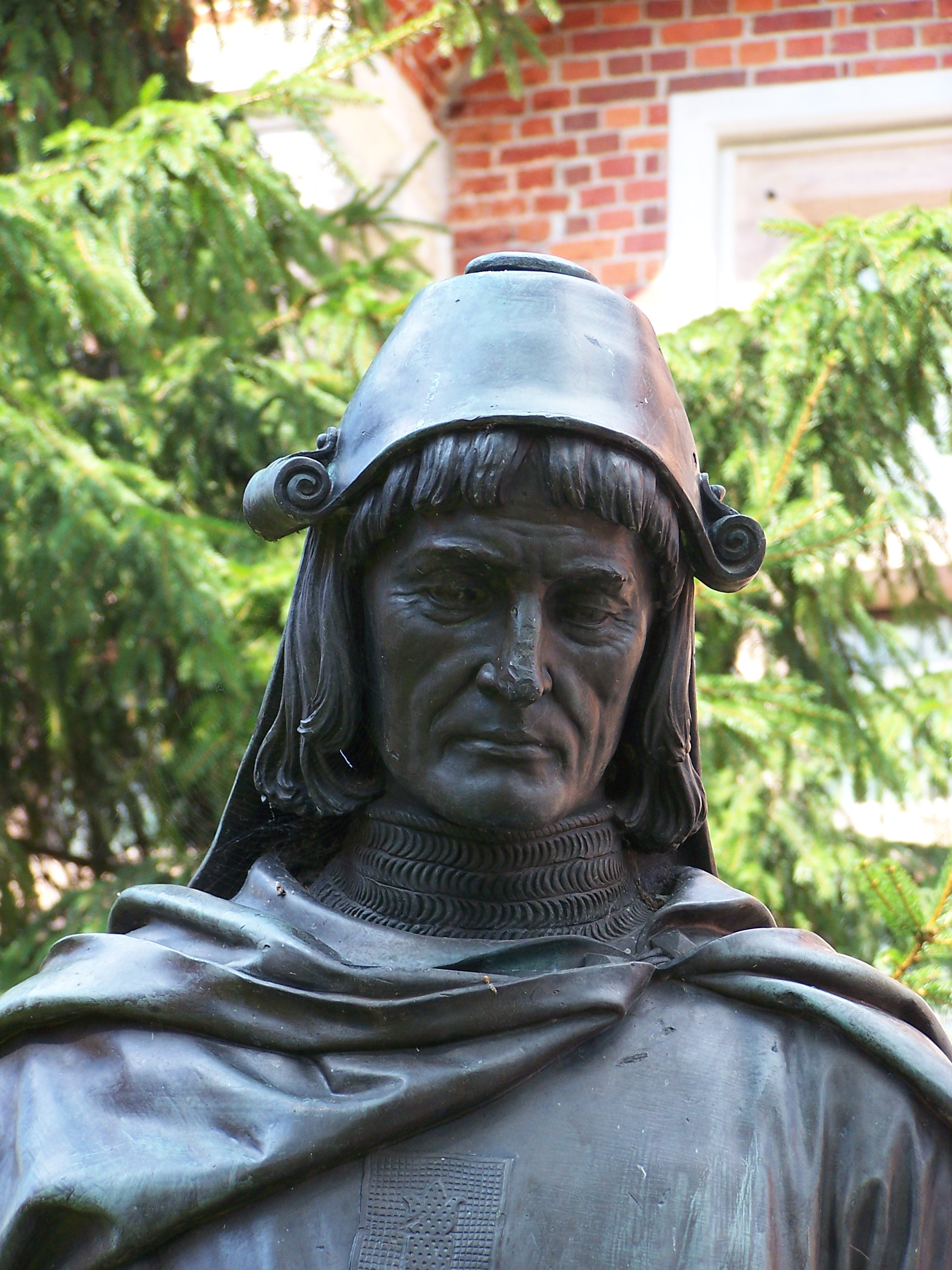
Hermann von Salza

- 1244–1249 – Heinrich von Hohenlohe
- 1250–1252 – Günter von Wüllersleben
- 1252–1256 – Poppo von Osterna
  - 1253–1256 (?) – Wilhelm von Urenbach[b]
- 1256–1273 – Anno von Sangershausen

### Akka (1271–1291)

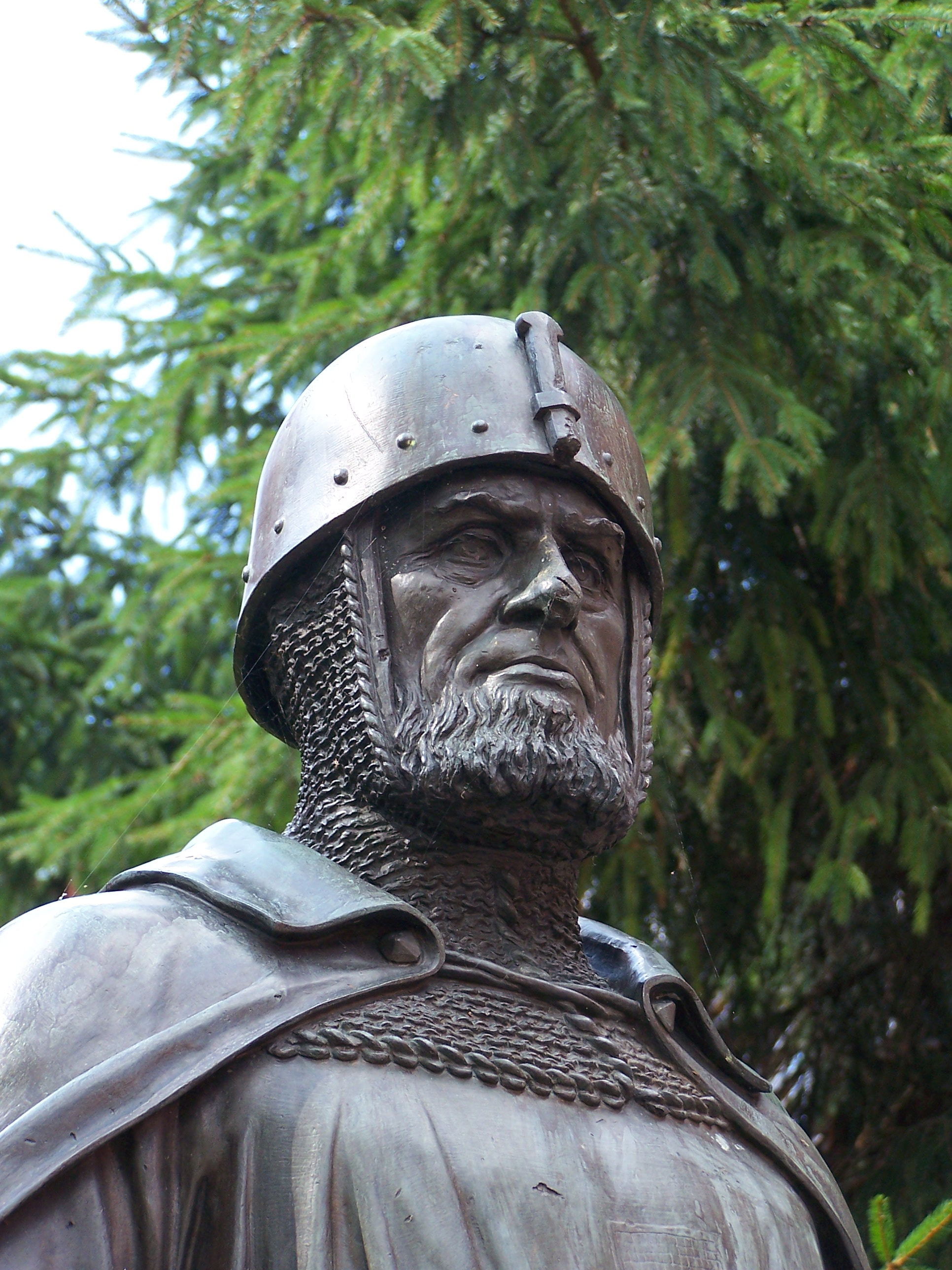
Siegfried von Feuchtwangen

- 1273–1282 – Hartmann von Heldrungen
- 1283–1290 – Burkhard von Schwanden
- 1291–1296 – Konrad von Feuchtwangen

### Wenecja (1291–1309)
- 1297–1302 – Gottfried von Hohenlohe
- 1302–1311 – Siegfried von Feuchtwangen

### Malbork (1309–1457)

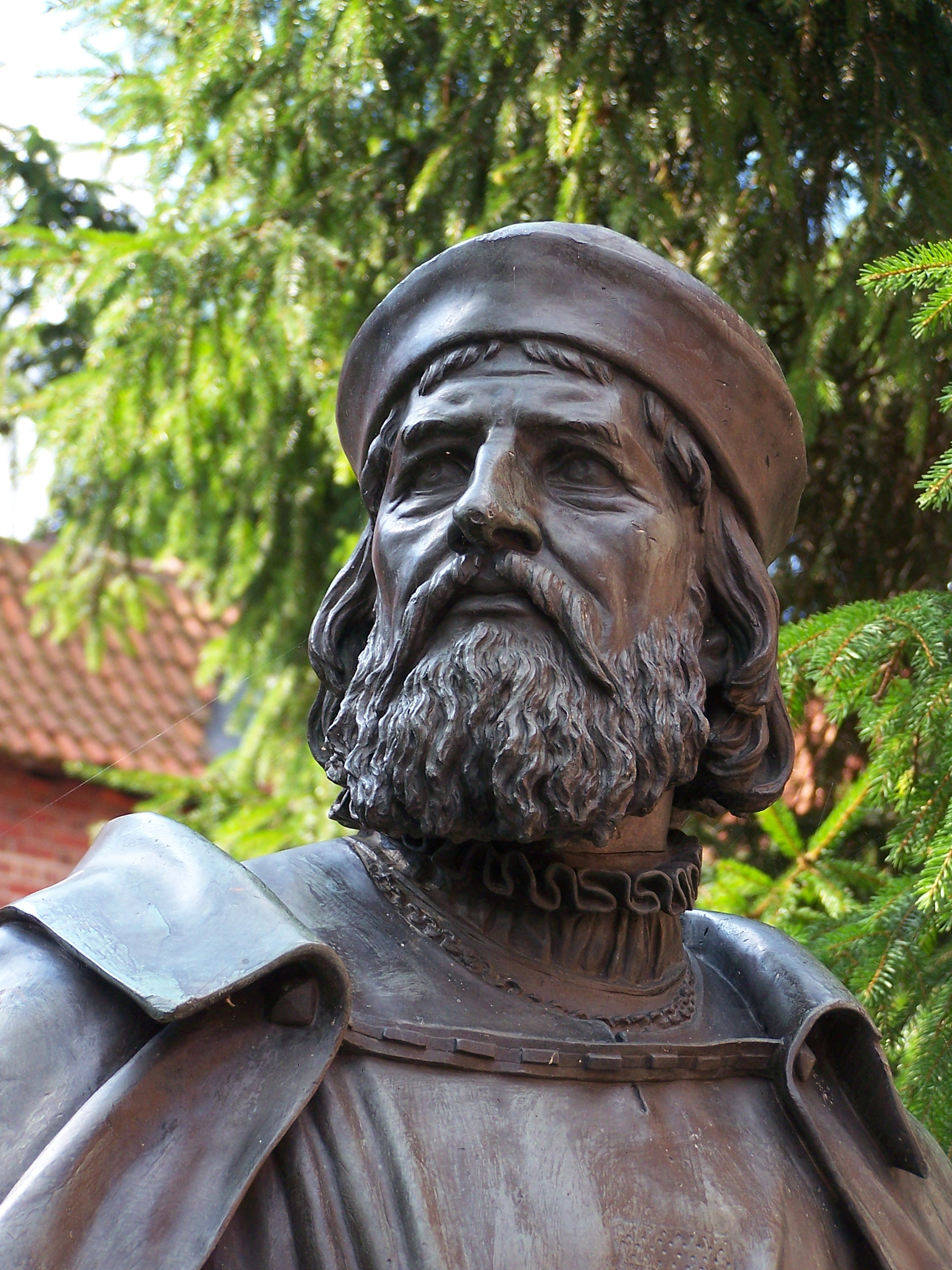
Winrich von Kniprode

- 1311–1324 – Karl Bessart von Trier
- 1324–1330 – Werner von Orseln
- 1331–1335 – Luther von Braunschweig
- 1335–1341 – Dietrich von Altenburg
- 1342–1345 – Ludolf König von Wattzau
- 1345–1351 – Heinrich Dusemer von Arfberg
- 1351–1382 – Winrich von Kniprode
- 1382–1390 – Konrad Zöllner von Rotenstein
- 1391–1393 – Konrad von Wallenrode
- 1393–1407 – Konrad von Jungingen
- 1407–1410 – Ulrich von Jungingen
- 1410–1413 – Heinrich von Plauen
- 1414–1422 – Michael Küchmeister von Sternberg
- 1422–1441 – Paul Bellitzer von Russdorff
- 1441–1449 – Konrad von Erlichshausen
- 1450–1467 – Ludwig von Erlichshausen

### Królewiec (1457–1525)

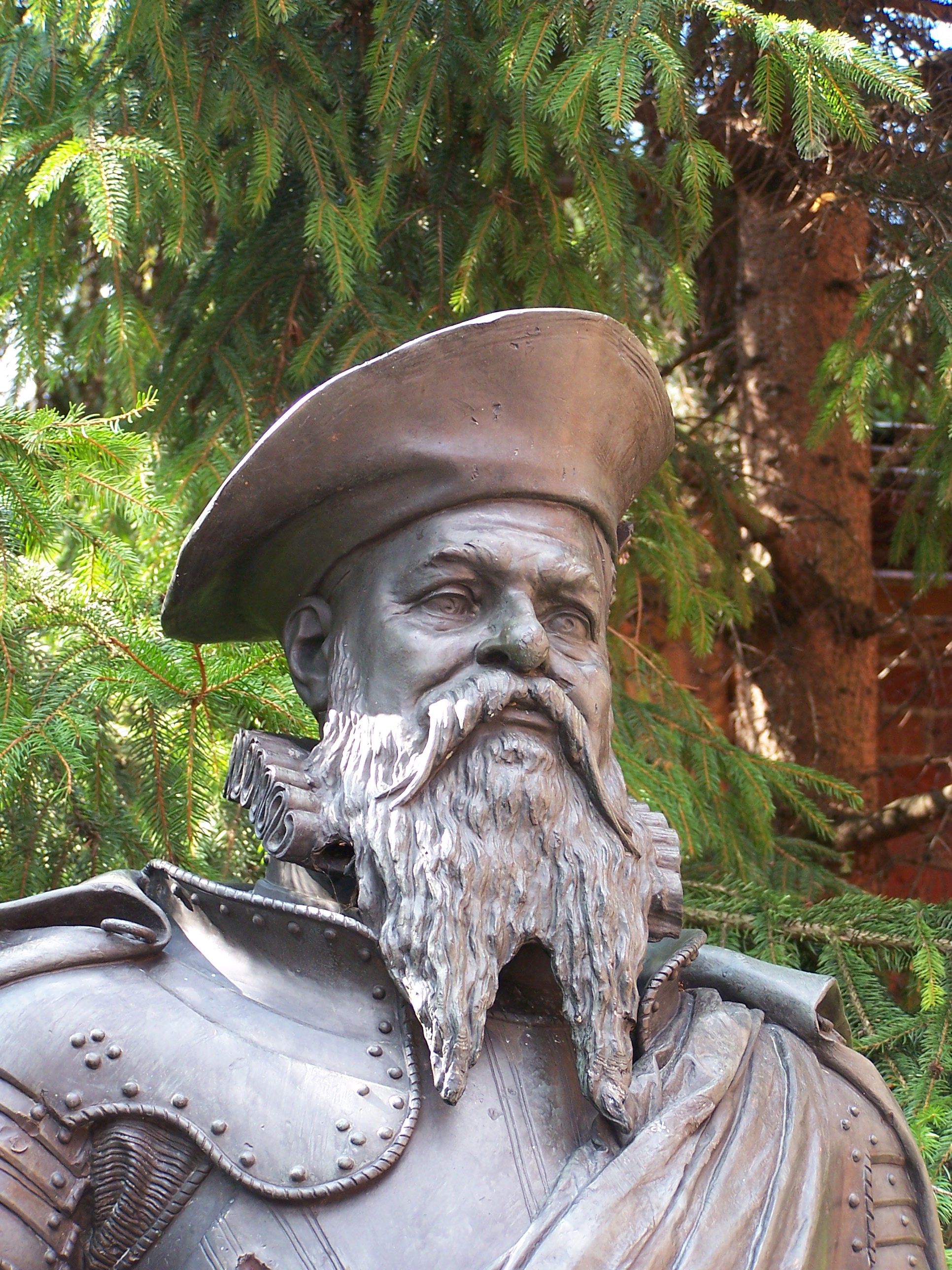
Albrecht Hohenzollern-Ansbach

- 1467–1470 – Henryk Reuss von Plauen
- 1470–1477 – Henryk Reffle von Richtenberg
- 1477–1489 – Martin Truchsess von Wetzhausen
- 1489–1497 – Jan von Tieffen
- 1498–1510 – Fryderyk Wettyn
- 1511–1525 – Albrecht Hohenzollern-Ansbach

### Mergentheim (1525–1809)

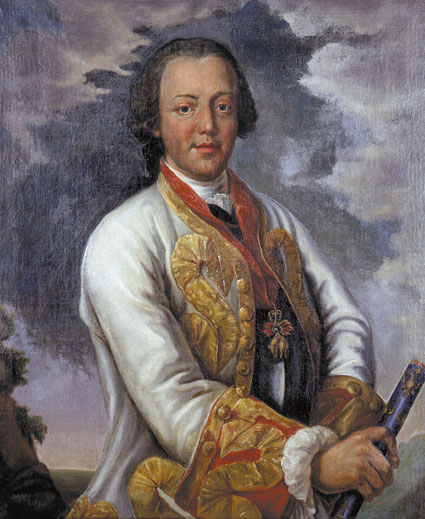
Karol Lotaryński

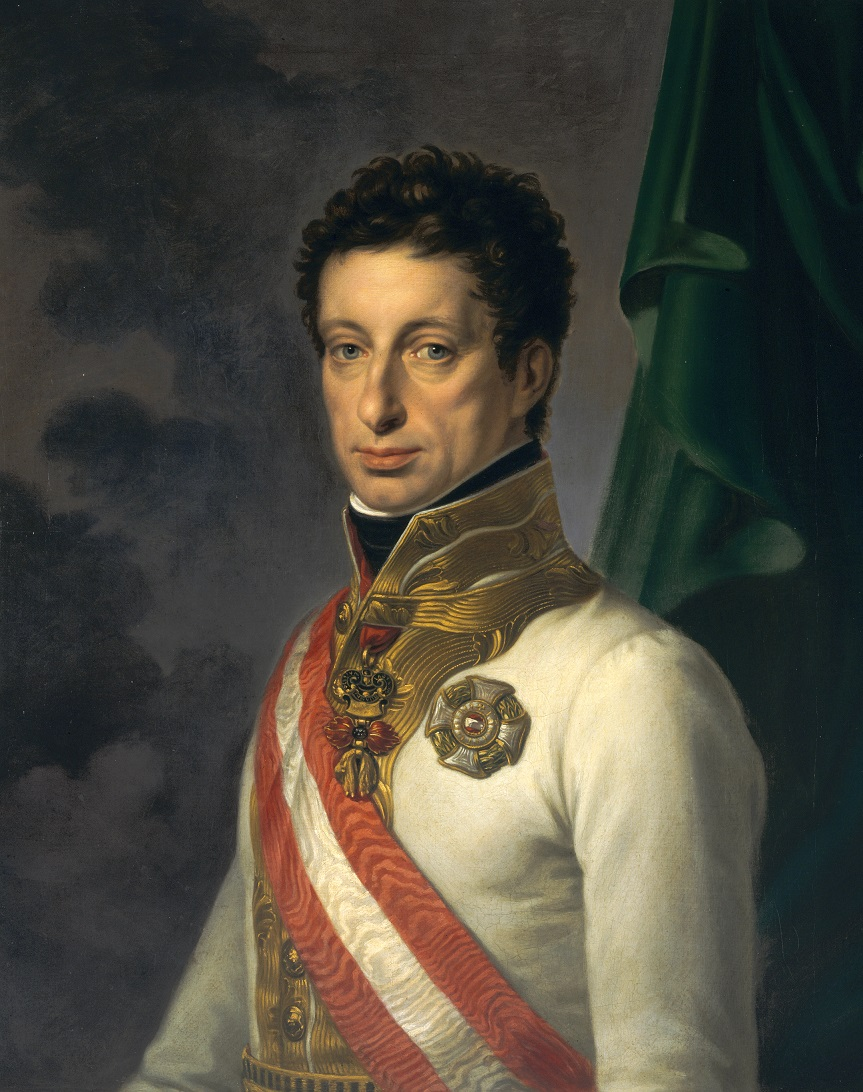
Karol Ludwik Habsburg

Od 1525 roku zwierzchnicy zakonu urodzeni w rodach nieszlacheckich lub rycerskich nosili tytuł administratora urzędu wielkiego mistrza, a książęta z rodów panujących tytuł wielkiego mistrza.
- 1526–1543 – Walter von Cronberg[c]
  - 1526–1529 – Wolter von Plettenberg[d]
- 1543–1566 – Wolfgang Schutzbar (Milchling)
- 1566–1572 – Georg Hundt von Weckheim
- 1572–1590 – Henryk von Bobenhausen
- 1590–1618 – Maksymilian III Habsburg
- 1618–1624 – Karol I Habsburg
- 1625–1627 – Jan Eustachy von Westernach
- 1627–1641 – Jan Kasper von Stadion
- 1641–1662 – Leopold Wilhelm Habsburg
- 1662–1664 – Karol Józef Habsburg[e]
- 1664–1684 – Jan Kasper von Ampringen
- 1684–1694 – Ludwik Antoni Pfalz-Neuburg
- 1694–1732 – Franz Ludwig von Pfalz-Neuburg
- 1732–1761 – Klemens August Wittelsbach
- 1761–1780 – Karol Lothringen (Vaudémont)
- 1780–1801 – Maksymilian Franciszek Habsburg-Lothringen
- 1801–1804 – Karol Habsburg-Lothringen
- 1804–1835 – Antoni Wiktor Habsburg-Lothringen

### Wiedeń (1809–1929)
- 1835–1863 – Maksymilian Habsburg-d’Este
- 1863–1894 – Wilhelm Franciszek Karol Habsburg-Lothringen
- 1894–1923 – Eugeniusz Ferdynand Habsburg-Lothringen

## Zakon klerycki (od 1929)

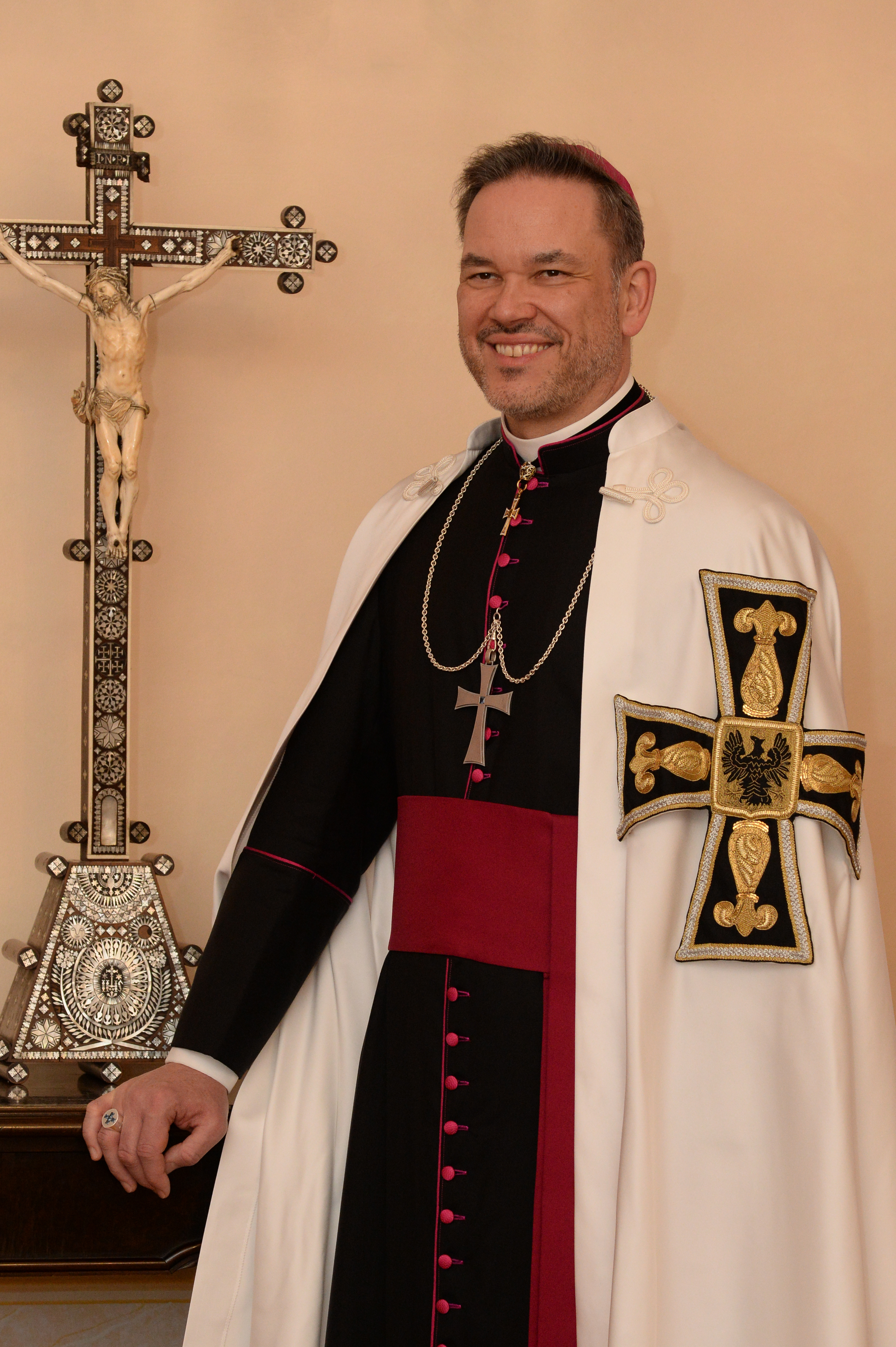
Frank Bayard

W 1929 roku zakon zrezygnował z charakteru rycerskiego. Stał się zakonem kleryckim. Zwierzchnik zgromadzenia tytuł wielkiego mistrza nosi tylko zwyczajowo, a formalnie ma kościelną godność opata.

### Wiedeń
- 1923–1933 – Norbert Klein
- 1933–1936 – Paul Heider
- 1936–1948 – Robert Schälzky
- 1948–1970 – Marian Tumler
- 1970–1988 – Ildefons Pauler
- 1988–2000 – Arnold Othmar Wieland
- 2000–2018 – Bruno Platter
- od 2018 – Frank Bayard